# Henricia kapalae
Henricia kapalae is een zeester uit de familie Echinasteridae.
De wetenschappelijke naam van de soort werd in 1987 gepubliceerd door Francis Rowe & E. Lynne Albertson.